# Индоло-Кубанский краевой прогиб
Индоло-Кубанский краевой прогиб (укр. Індоло-Кубанський крайовий прогин) — геологическая структура в Причерноморском регионе. Является крупнейшей тектонической структурой в северной части Азовско-Черноморского региона.

## Общее описание
Прогиб сформировался в течение конца палеогена и неогена (олигоцен-плиоцен) одновременно с поднятием Кавказских и Крымских мегантиклинориев вследствие компенсационного погружения южного края Скифской плиты. Северной границей прогиба является Индоло-Тимашёвский разлом, западной — Новоцарицынский и Восточно-Адыгейское поднятие. На юге граничит с поднятиями Горного Крыма и Большого Кавказа. Прогиб унаследовал структуру опусканий древнего мелового — эоценовые закладки; слабо дислоцированные отложения этого возраста залегают в его основе (глубина в осевой части достигает 7,0-7,5 км) и несогласно перекрываются мощными майкопскими (до 3,0-5,0 км) и верхнемиоценово-антропогенными (до 2,0-3,5 км) образованиями, представленными преимущественно глинами с прослоями алевролитов и песчаных пород. Южный борт И.-К. п. крутой, северный — пологий. Делится на две зоны — внутреннюю и внешнюю, граница между которыми проходит вдоль северного побережья Керченского и Таманского полуостровов и далее в направлении г. Краснодар и соответствует региональному разлому фундамента, который частично прослеживается в осадочном чехле. Вдоль этой границы наблюдается резкое возрастание градиентов погружения неогеновых отложений в северном и увеличение мощностей мелово-эоценовых отложений в южном направлениях. Характерной особенностью прогиба является развитие процессов глиняного диапиризма и грязевых вулканов и связанных с этим локальных складок-поднятий, формирующихся под действием механизма глубинно-гравитационной складчатости. Прогиб перспективен в плане поиска нефтегазовых месторождений, в частности в его западном секторе насчитывается 11 прогнозируемых, 6 выявленных и 1 в бурении нефтегазоперспективных объектов.

## Расположение
Западная окраина размещена в Крыму — на запад от Керченского п-ова до гирла р. Индол; далее он продолжается в Азовском море до устья р. Кубань.

## История происхождения
Прогиб возник в конце альпийской складчатости в олигоцене и плиоцене как результат компенсационного опускания края Скифской платформы при поднятии Крымских и Кавказких гор.

## Состав
Прогиб заполнен мощной толщей смятых в складки олигоценовых и неогеновых отложений, что несогласно залегают на более древних породах.